# GR-10
El sendero de Gran Recorrido GR-10, y europeo E-7, está integrado dentro de la red de Senderos Europeos de Gran Recorrido. Su longitud es de 1600 km y comunica la localidad valenciana de Puzol con Lisboa sirviendo de unión entre el Mar Mediterráneo y el Océano Atlántico. Atraviesa las Comunidades de Valencia, Aragón, Castilla-La Mancha, Madrid, Castilla y León y Extremadura (por una variante en proyecto), para finalmente adentrarse en tierras portuguesas.

## Tramos en Valencia
Puzol - Santo Espíritu (Gilet) - Albalat dels Tarongers - Segart - Serra - Estivella - Gátova

## Tramos en Castellón
Santuario de la Cueva Santa (Altura) - Sacañet - Canales - Andilla (localidad valenciana donde se cruza con el GR-7)

## Tramos en Teruel
Abejuela - Arcos de las Salinas - Camarena de la Sierra - Valacloche - Cascante del Río - Villel - Rubiales
Ramal 1: Rubiales - Bezas - Albarracín - Monterde de Albarracín - Bronchales
Ramal 2 (GR-10.1): Rubiales - Jabaloyas - Toril - Masegoso - El Vallecillo - Guadalaviar - Griegos - Bronchales
Orihuela del Tremedal

## Tramos en Guadalajara
Orea - Peralejos de las Truchas - Laguna de Taravilla - Ventorro del Chato - Fuente de la Parra - Fuente de la Teja - Fuente de la Toba -
Fuente del Contornillo - Puente de San Pedro - Villar de Cobeta (Zaorejas) - Monasterio de Buenafuente del Sistal (Olmeda de Cobeta) - Puente de Tagüenza (Huertapelayo) - Fuente del Mostajo - Fuente de la Osa - Valtablado del Río - Oter - Carrascosa de Tajo - Huetos - Ruguilla - Fuente del Chorrillo - Cifuentes -
Moranchel - El Sotillo - Antigua Galiana - km 106 de la A2 - Mirabueno - Castejón de Henares - Matillas -
Bujalaro - Fuente de la Paloma - Jadraque - Cogolludo - Tamajón - Retiendas - Valdesotos - Tortuero - Alpedrete de la Sierra -Pontón de la Oliva

## Tramos en Madrid
Pontón de la Oliva (enlaza con el Sendero Segoviano GR-88) - Patones - Torrelaguna - La Cabrera - Valdemanco - Bustarviejo

Ramal 1: Bustarviejo - Miraflores de la Sierra - La Pedriza - Manzanares el Real (conecta con el GR-124) - Mataelpino - Navacerrada - Cercedilla - Camorritos - Puerto de la Fuenfría
Ramal 2 (GR-10.1): Bustarviejo - Puerto de Canencia - Puerto de la Morcuera - Monasterio de El Paular - Puerto de Cotos - Puerto de la Fuenfría

Puerto de la Fuenfría - Puerto de Guadarrama - Abantos - San Lorenzo de El Escorial (enlaza con el Sendero Segoviano GR-88) - Zarzalejo - Robledo de Chavela - ermita de Navahonda - Puente de San Juan - San Martín de Valdeiglesias

## Tramos de Segovia
Puerto de la Fuenfria - Puerto de Cotos

## Tramos en Ávila
Venta la Tablada - Cebreros - Embalse del Charco del Cura - Las Cruceras - La Rinconada del Valle - Coto Venero Claro - Navaluenga - Burgohondo - Navatalgordo - Navalosa - Hoyocasero - Venta la Rasquilla - Venta la Rasca - Puerto del Pico - Parador de Turismo de Gredos - Navarredonda - Hoyos del Espino - Navacepeda de Tormés - Navalperal de Tormes - La Angostura - La Aliseda de Tormes - Hermosillo - El Barco de Ávila - Navamorisca - El Losar del Barco - Palacios de Becedas - Becedas - La Hoya
Ramal 3 (GR-10.3): Cebreros-El Barraco-San Juan de la Nava-Navalmoral de la Sierra-San Juan del Molinillo-Navarredondilla-Navalacruz-Navaquesera-Navalosa
En Barco de Ávila, el sendero se bifurca. Desde esta población se ha previsto un itinerario, que será la variante GR-10-1 que llegará a Termas de Monfortinho (en la frontera con Portugal) por Extremadura, pasando por el Valle del Jerte y cruzando la Sierra de Gata.

## Tramos en Salamanca
La Hoya - Navacarros - Palomares - Candelario - Béjar - La Calzada de Béjar - Valdehijaderos - Horcajo de Montemayor - Pinedas - Miranda del Castañar - Mogarraz - Monforte de la Sierra - La Alberca - Peña de Francia - Monsagro - Serradilla del Arroyo - Guadapero - Ciudad Rodrigo - Gallegos de Argañán - La Alameda de Gardón - Castillejo de dos Casas - Aldea del Obispo

## Tramos en Portugal (GR-12)
Termas de Monfortinho - Monfortinho - Barragem de Panha Garcia - Sierra de Azenha - Monsanto - Idanha-a-Velha - Alcaforces - Sierra do Almutâo - Garragem Marechal Carmona - Idanha-a-Nova - Castelo Branco - Mação - Fátima - Lisboa.